# Stała krioskopowa
Stała krioskopowa - wartość określająca o ile obniża się, w stosunku do czystego rozpuszczalnika, temperatura krzepnięcia roztworu zawierającego 1 mol substancji rozpuszczanej w 1 kg rozpuszczalnika. Dla wody stała ta wynosi {\displaystyle 1,86{\frac {K\cdot kg}{mol}}}